# Tarnica
Tarnica (1346 m) – najwyższy szczyt polskich Bieszczadów i województwa podkarpackiego, wznoszący się na krańcu pasma połonin, w grupie tzw. gniazda Tarnicy i Halicza. Należy do Korony Gór Polski.
Szczyt Tarnicy wznosi się ponad 500 m nad dolinę Wołosatki i wyróżnia się osobliwą sylwetką. Od sąsiedniego masywu Krzemienia grzbiet (faktycznie zwornikiem jest Tarniczka) oddzielony jest głęboką Przełęczą Goprowską, natomiast z Szerokim Wierchem łączy się charakterystyczną, ostro wciętą w grzbiet przełęczą o wysokości 1286 m, od której pochodzi nazwa góry (w języku rumuńskim słowo „tarnița” oznacza siodło, przełęcz). Wąski, ostry, nieco wydłużony grzbiet góry, z dwoma wyraźnymi wierzchołkami (1346 i 1339 m), wyścielają złomiska skał i zdobią bruzdy naturalnych zagłębień, a także resztki wojennych okopów. Z południowej strony opada w dół wysoka skalna ściana, a niżej rozścielają się wielkie pola kamiennego rumoszu. Na głównej kulminacji znajduje się punkt geodezyjny. W 1987 na szczycie ustawiono 7-metrowy krzyż, upamiętniający – wraz z wmurowaną tablicą – pobyt ks. Karola Wojtyły 5 sierpnia 1953. Po złamaniu się krzyża na wiosnę 2000, w dniu 2 września tego roku postawiono nowy stalowy krzyż (liczący ok. 8,5 metra, ważący ok. 500 kg; wyniesiony przez pielgrzymów na Tarnicę w częściach), który 16 września 2000 poświęcił bp Adam Dyczkowski.
Tarnica stanowi najbardziej atrakcyjny punkt widokowy w polskich Bieszczadach. Oprócz wspaniałej panoramy najbliższych grzbietów polskiej części Bieszczadów, w pogodne dni można dostrzec: Tatry, Gorgany, Ostrą Horę, Połoninę Równą, Połoninę Krasną, Świdowiec, a przy bardzo dobrych warunkach pogodowych możemy dostrzec: Pasmo Wyhorlacko-Gutyjskie, Góry Ignis, górę Vlădeasa i Pietrosula Rodnei w Górach Rodniańskich.

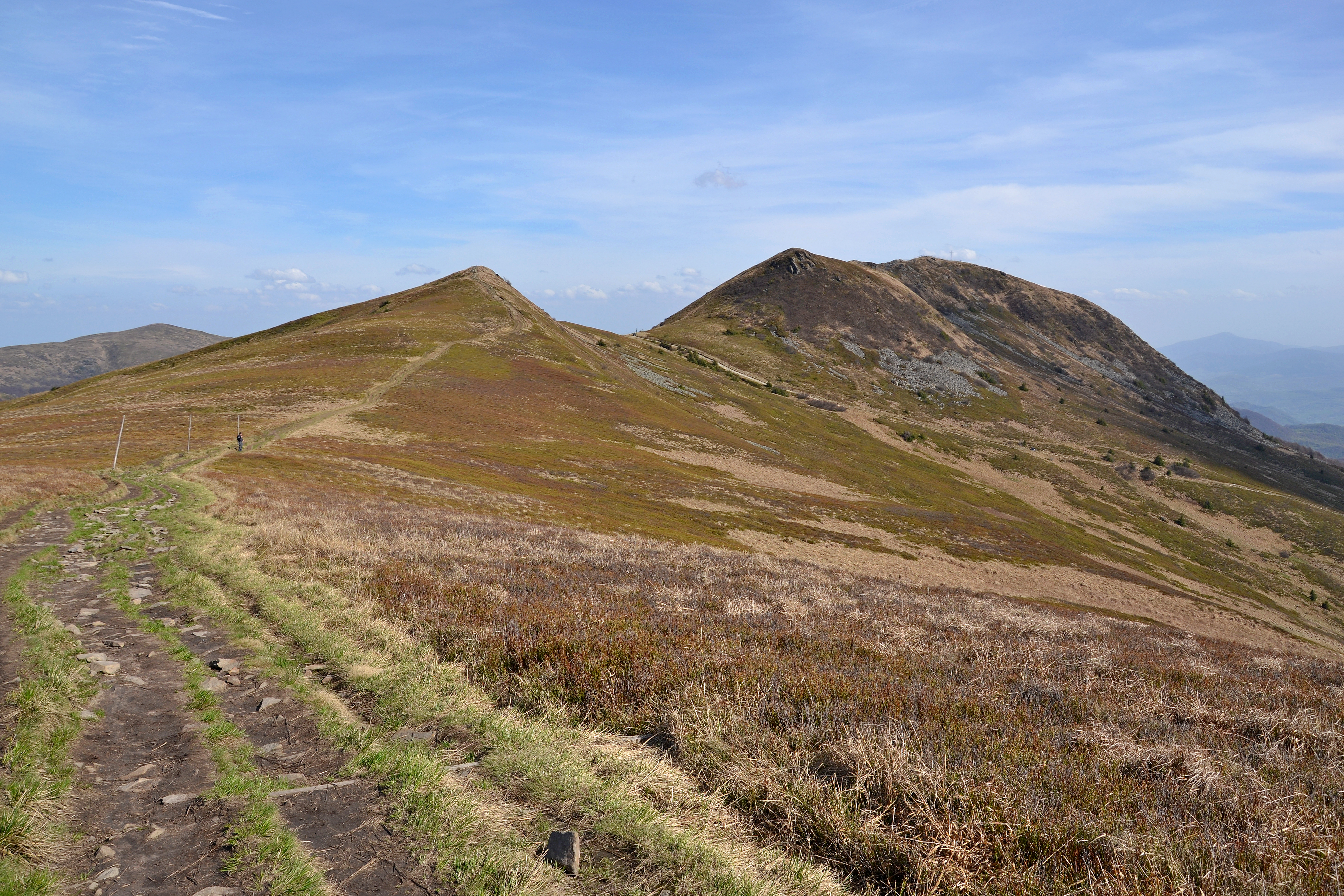
Widok z Szerokiego Wierchu
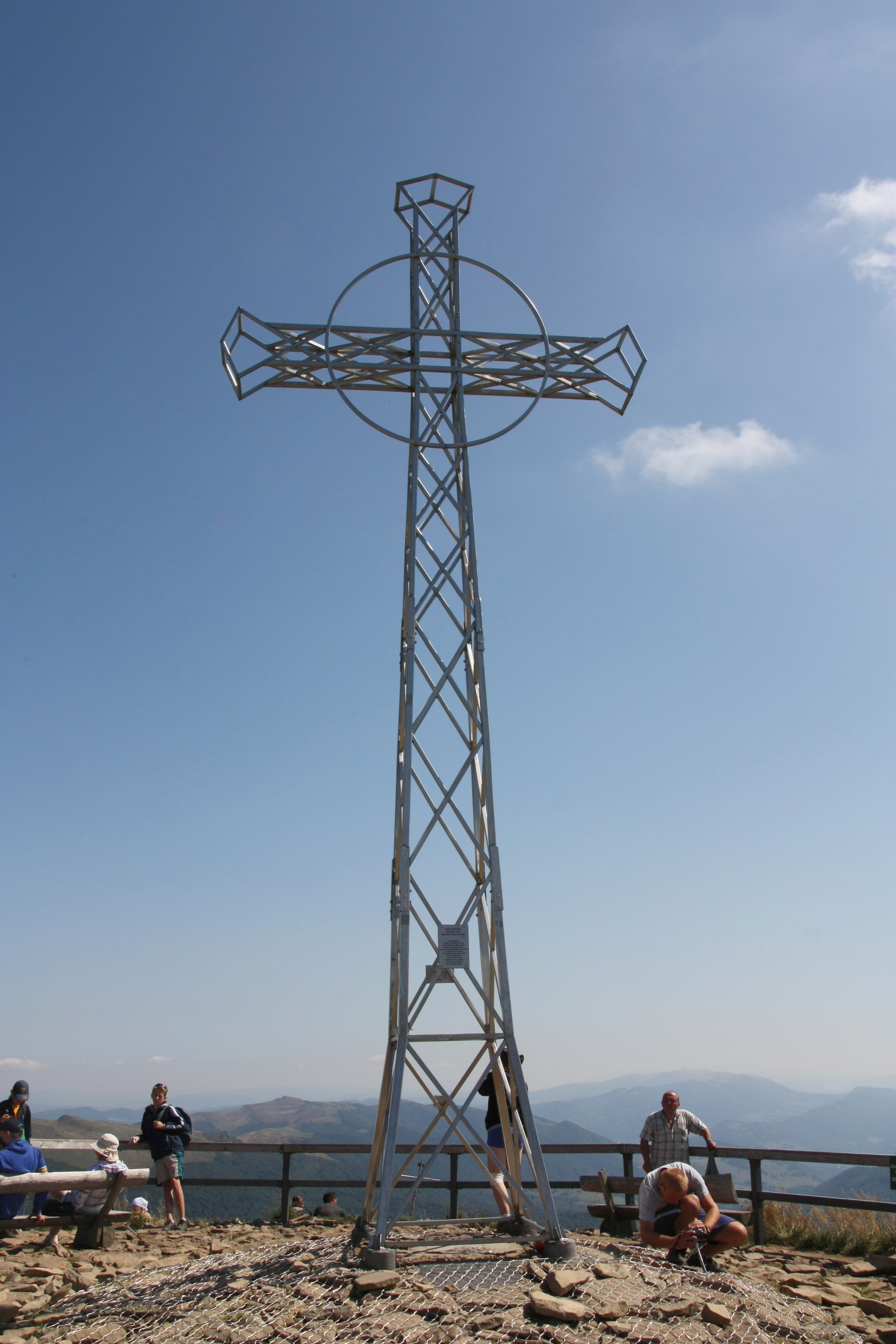
Na szczycie (2011)
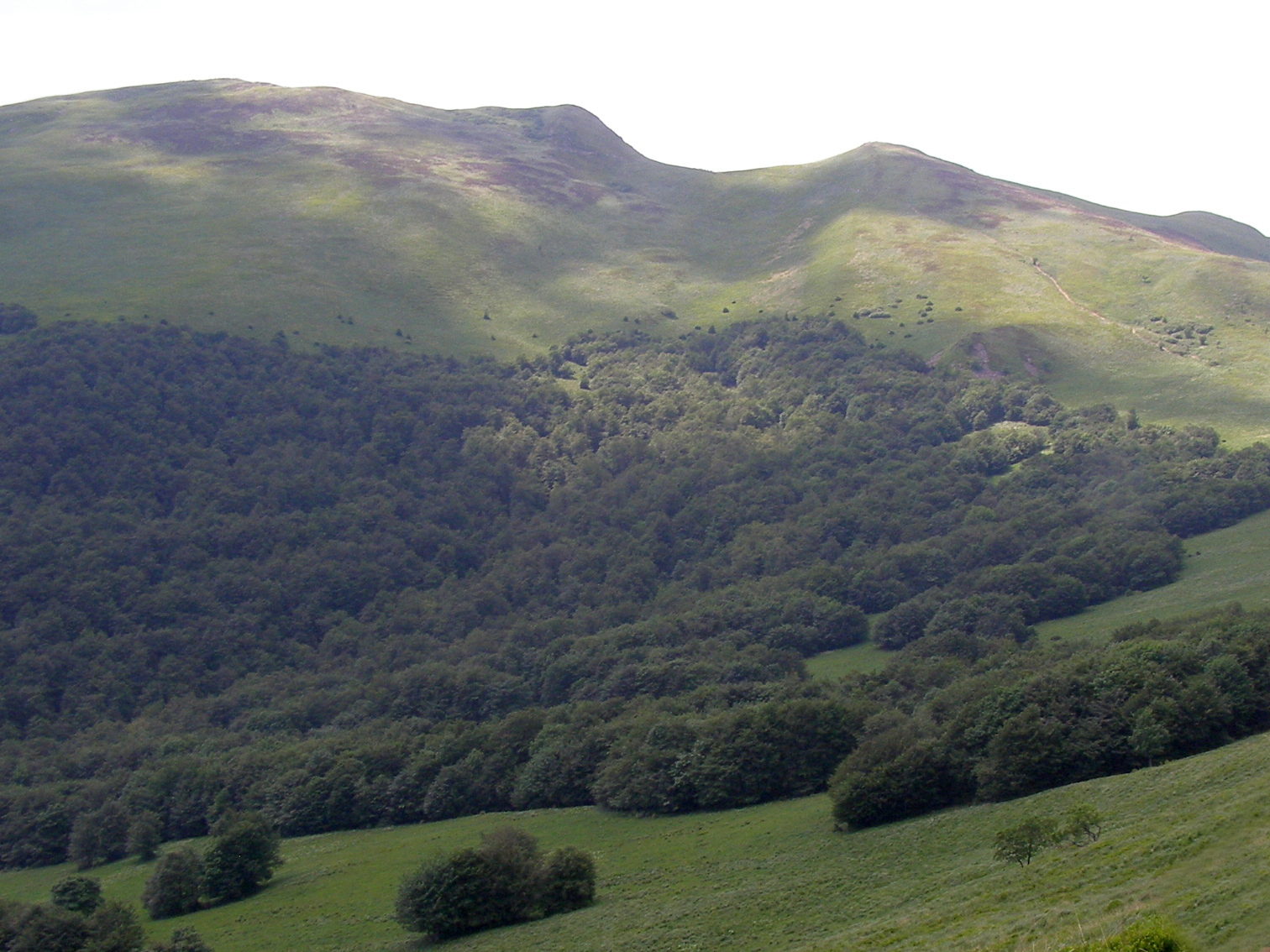
Widok ze szlaku na Halicz

W rejon tych gór prowadzą zaledwie dwa piesze szlaki turystyczne. Pierwszy to końcowy odcinek Głównego Szlaku Beskidzkiego (Ustroń – Wołosate), wiodący od schroniska w Ustrzykach Górnych (znaki czerwone). Odcinek ten w swojej końcowej partii jest bardzo atrakcyjny widokowo, prowadząc do przełęczy pod Tarnicą 1286 m połoninami Szerokiego Wierchu. Drugim jest bardziej stromy szlak niebieski Biała – Grybów, który prowadzi z Wołosatego bezpośrednio na przełęcz pod szczytem Tarnicy. Z przełęczy na szczyt prowadzi krótki (15 min) boczny szlak koloru żółtego. Tuż przy nim, kilkanaście metrów od szczytu, znajduje się Jaskinia w Tarnicy. Wejście do niej zostało zasypane w 2008 roku ze względu na bezpieczeństwo turystów.
Z rzadkich w Polsce gatunków roślin stwierdzono występowanie zarazy macierzankowej.

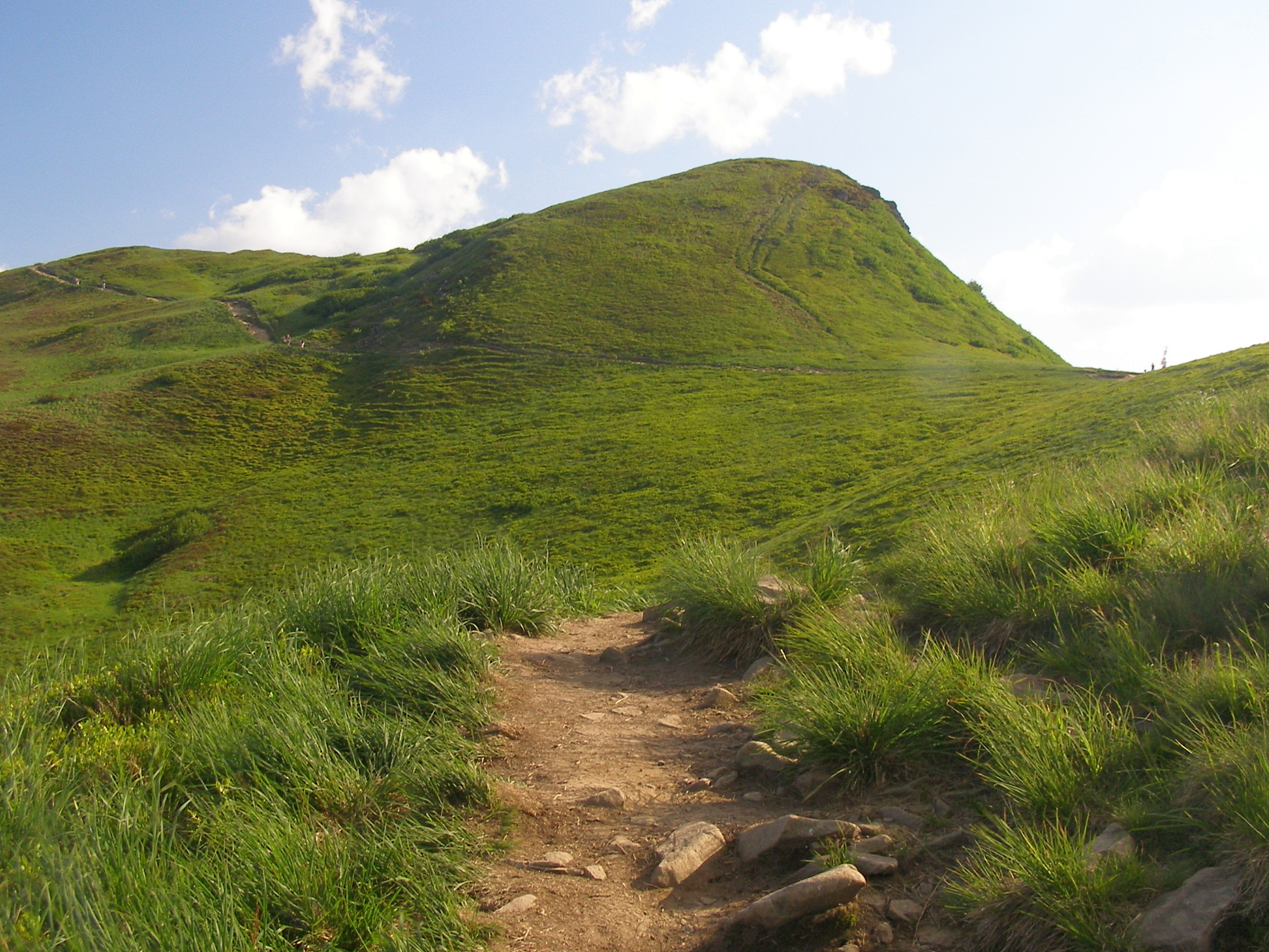
Widok ze szlaku na Przełęcz Goprowców
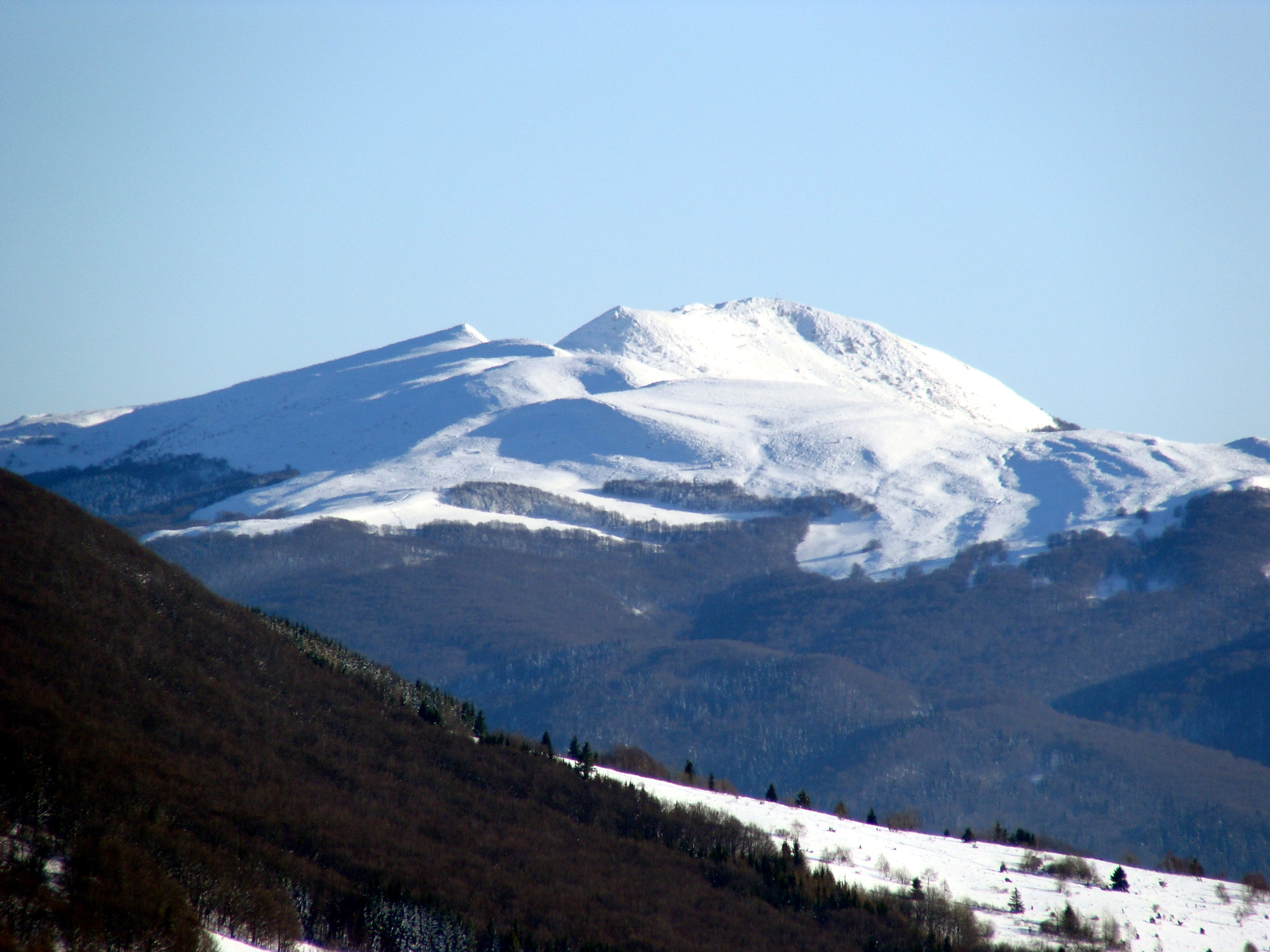
Tarnica zimą
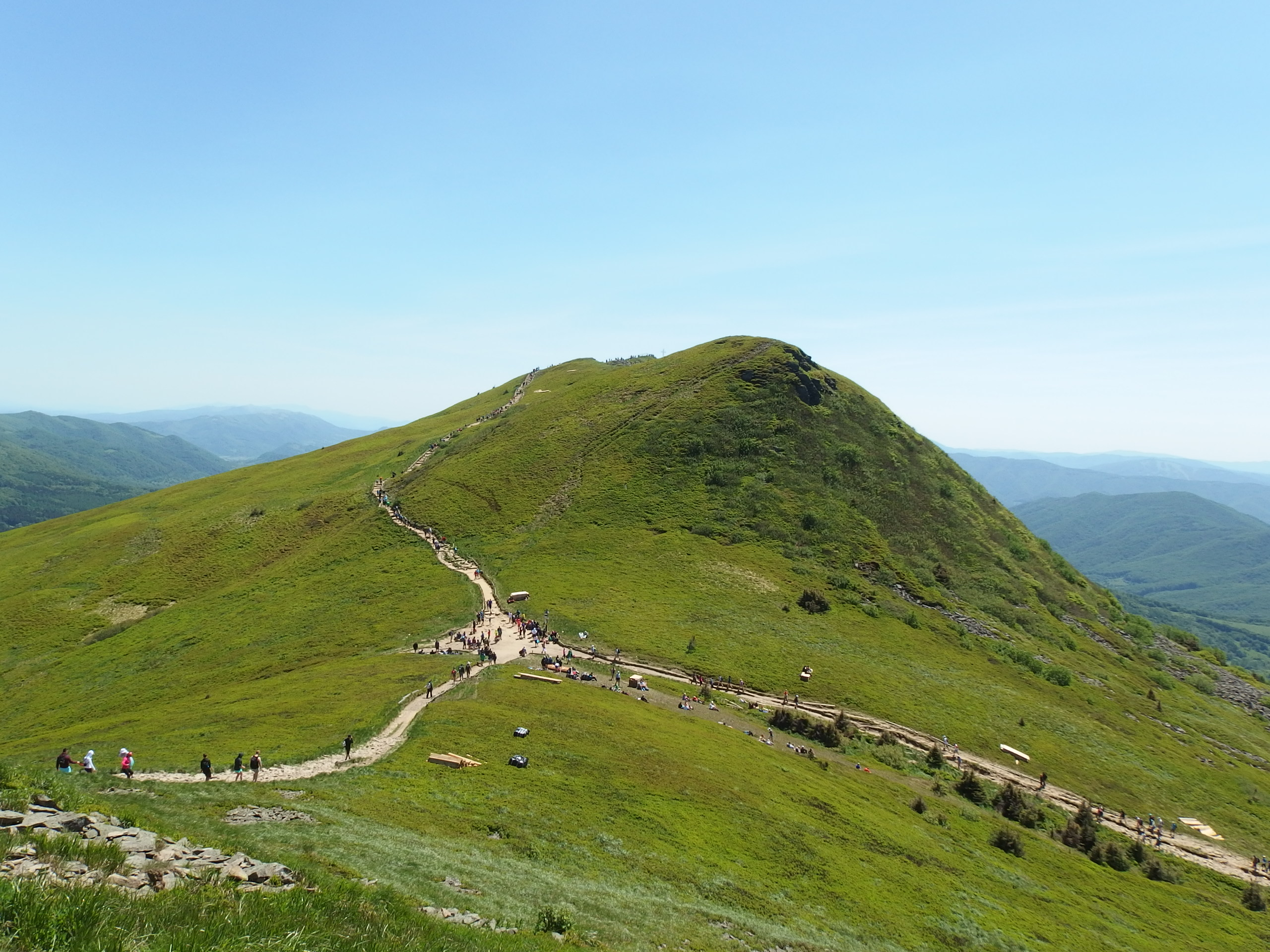
Widok ze szlaku na Tarniczkę

Piesze szlaki turystyczne (czasy przejścia do Przełęczy pod Tarnicą):
 Ustrzyki Górne – Szeroki Wierch – Przełęcz pod Tarnicą – Halicz – Rozsypaniec – Przełęcz Bukowska – Wołosate:
- z Ustrzyk Górnych 3 h (↓ 2:15 h)
- z Halicza 1:15 h (z powrotem 1:35 h), z Wołosatego 4:50 h (↓ 4:05 h)

 Wołosate – Przełęcz pod Tarnicą – Krzemień – Bukowe Berdo:
- z Wołosatego 2 h (↓ 1:10 h)
- z Bukowego Berda 1201 m n.p.m. 1:40 h (z powrotem 2 h)